# 負傷者後送

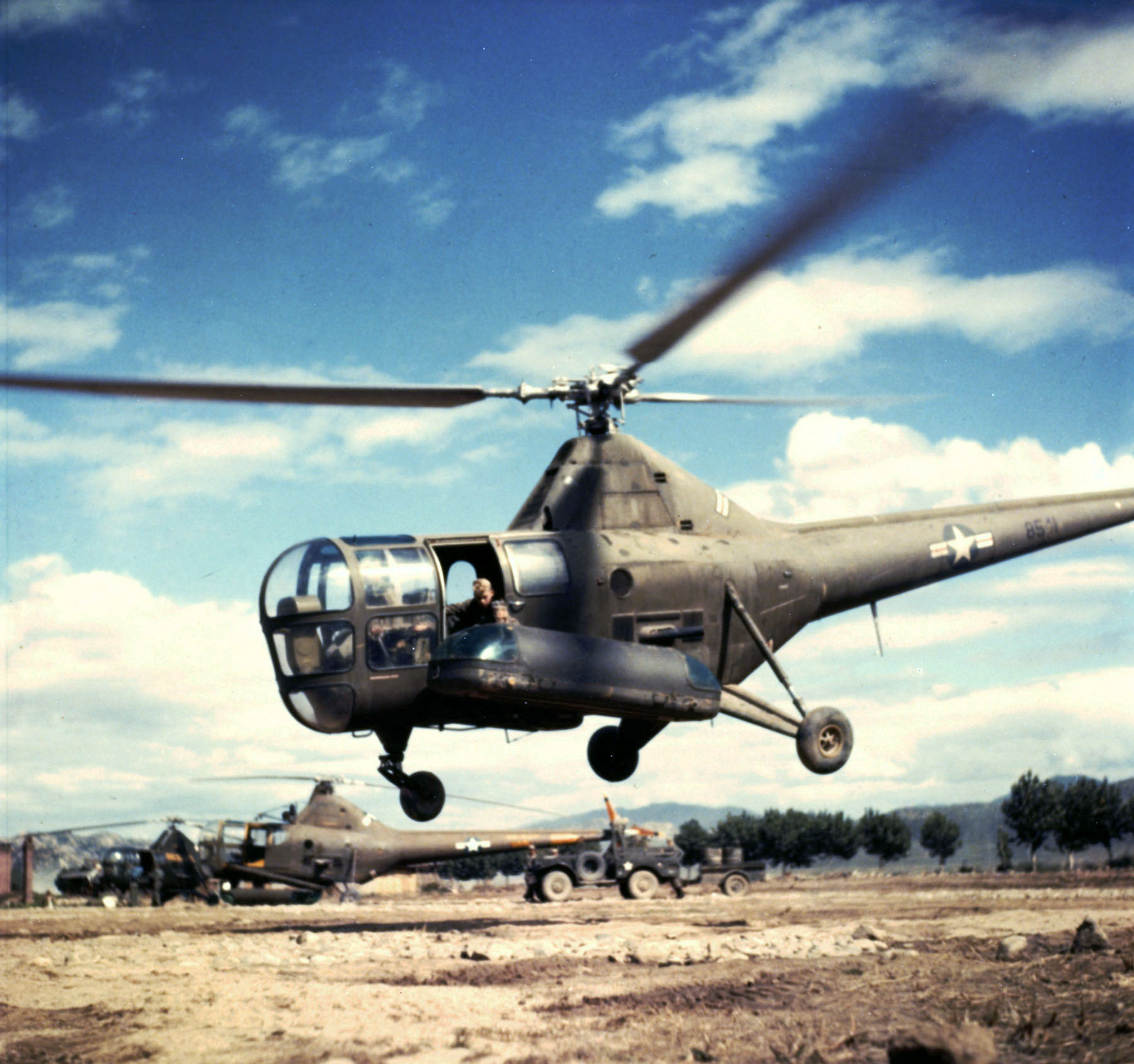
朝鮮戦争において負傷者を後送するアメリカ空軍のシコルスキーR-5ヘリコプター

負傷者後送（ふしょうしゃこうそう; 英語: Casualty evacuation, CASEVAC）は、負傷者を医療機関に搬送する行為。医療行為を行う場合は医療後送（MEDEVAC）として区別されるが、CASEVACでも衛生兵などによる応急処置程度は行われる。

## 概要
航空機による傷病者の輸送はまずCASEVACとして着手され、1870年代初頭に普仏戦争でパリを占領していたプロイセン軍が観測気球を用いて行ったのが端緒とされる。また固定翼機による最初の患者空輸は、第一次世界大戦中の1915年秋にセルビアで行われた。フランスのパイロットであったルイ・ポーランがスロバキアのパイロットであったミラン・シュテファーニクを航空機で救助した。
また1930年代には、回転翼機による傷病者の輸送が試みられるようになった。アメリカ陸軍はオートジャイロに担架収容用のバスケット2基と軽症者用の座席を追加し、1936年には医療野外役務学校（MFSS）において試験を行った。この結果、有用性は認められたが、既に第二次世界大戦の開戦が迫っており、予算難から実用化には至らなかった。その後、ヘリコプターが発達し、1942年にR-4が発注されると、救急機としても注目された。同機は単座ではあるが胴体の左右に担架を載せることができ、陸軍資材センターによる試験結果を受けて、陸軍軍医部は、同機は救急機として有用であると結論した。
実任務としては、1944年4月25日から26日にかけて、当時、日本軍が占領していたビルマにおいて、アメリカ陸軍のカーター・ハーマン少尉がYR-4Bを用いて、敵地内に開設された第1特任航空群の秘密飛行場を経由して1名のアメリカ人パイロットと3名の負傷したイギリス兵を1名ずつ4往復で救助したのが最初であった。敵火の下での患者後送は、1945年にマニラにおいて、5名のパイロットが75～80名の兵士を1～2名ずつ救出したのが最初であった。
その後、朝鮮戦争ではより本格的にヘリコプターによるCASEVACが展開された。1951年、第8軍は3個のヘリ分遣隊を編成して11機のOH-13を運用している。1953年7月の休戦までの間に、OH-13は約17,700名の傷病者を搬送する実績を挙げた。また同時期には、インドシナ戦争でもフランス軍がヘリコプターによるCASEVACを行なっており、1950年4月から1954年初頭までに約5,000名を搬送した。
その後、アメリカ合衆国が南ベトナムを支援しての軍事介入を開始すると、再び同地でヘリコプターによるCASEVACが行われるようになった。1962年4月には、チャールズ・ケリー少佐を指揮官として最新のHU-1A（後のUH-1A）を運用する第57医療分遣隊（ヘリコプター救急）が南ベトナムに展開し、後に機材をHU-1Bに更新した。同隊の行動範囲が広がるのに伴って無線交信でのコールサインが必要になり、「ダストオフ」と決せられたが、これはヘリコプターによるCASEVACそのものの代名詞として広く使われるようになった。